# Franco Fantasia
Franco Fantasia (eigentlich Francisco Fantasia; * 5. März 1924 auf Rhodos; † 10. November 2002 in Rom) war ein italienischer Stuntman, Waffenmeister, Regieassistent und Schauspieler.

## Leben
Fantasia, auf der damals zu Italien gehörenden Insel Rhodos geboren, begann als Kleinstdarsteller beim italienischen Film und war ab 1951 bis Mitte des Jahrzehntes in wenigen Filmen erkennbar aufgetreten. Er spezialisierte sich auf abenteuerliche Stoffe, oftmals Mantel-und-Degen-Filme, wobei er nicht nur als hochgewachsener, schlanker, elegant wirkender, meistens mit graumeliertem Bart agierende Darsteller, sondern auch als Stuntman und Stuntkoordinator, später als einer der geachtetsten Waffenmeister der sprudelnden italienischen Genreproduktion der Zeit in Erscheinung trat. Es gelang ihm, seine Fähigkeiten in jedes angesagte Genre bis zu Beginn der 1990er Jahre in zahllosen Filmen einzubringen und so in Abenteuerfilmen, Sandalenfilmen, Kriegsfilmen, Italowestern, Kriminalfilmen und Gialli gleichermaßen zu wirken. Immer wieder übernahm er schauspielerische Aufgaben – auch unter Pseudonymen – im zweiten und dritten Glied der Besetzungsliste und sorgte als Regieassistent für herausragende Actionsequenzen der Filme. Seine Filmografie listet annähernd 150 Filme mit Fantasias Beteiligung in unterschiedlichen Funktionen.
Er ist der Bruder von Andrea Fantasia, der ebenfalls als Schauspieler wirkte.

## Filmografie als Schauspieler
- 1951: Tizio, Caio e Sempronio
- 1951: Vendetta, die Rache des Bruders (Il capitano nero)
- 1955: Im Zeichen der Venus (Il segno di Venere)
- 1955: Motivo in maschera
- 1955: Rebell für die Freiheit (Il mantello rosso)
- 1957: Il cocco di mamma
- 1958: Capitan Fracassa (TV-Miniserie, eine Folge)
- 1958: Due selvaggi a corte
- 1958: Kreuz und Schwert (La spada e la croce)
- 1959: Die Gefangene der Sarazenen (I reali di Francia)
- 1959: Kastell der Verräter (Il cavaliere senza terra)
- 1959: Mit Feuer uns Schwert (Il cavaliere del castello maledetto)
- 1959: Die Musketiere des Teufels (I cavalieri del diavolo)
- 1959: Der schwarze Bogenschütze (L'arciere nero)
- 1959: Der Sohn des roten Korsaren (La scimitarra del saraceno)
- 1959: Die Vergeltung des roten Korsaren (Il figlio del corsaro rosso)
- 1960: Aufstand der Tscherkessen (I cosacchi)
- 1960: Das Geheimnis der roten Maske (Il terrore della maschera rossa)
- 1960: Die Rache des roten Ritters (Il cavaliere dai cento volti)
- 1960: Le signore
- 1960: Space Men
- 1960: Venus der Piraten (La Venere dei pirati)
- 1961: Aufstand der Söldner (La rivolta dei mercenari)
- 1961: Drakut, der Rächer (Drakut il vendicatore)
- 1961: El Cid
- 1961: Herkules, der Held von Karthago (La vendetta di Ursus)
- 1961: Konstantin der Große (Costantino il grande)
- 1961: Der schwarze Seeteufel (Gordon il pirata nero)
- 1962: Der Held von Attika (Il tiranno di Siracusa)
- 1962: Das Zeichen der Musketiere (Il colpo segreto di d'Artagnan)
- 1962: Zorros Heimkehr und Rache (Zorro alla corte di Spagna)
- 1963: Cesare Borgia (IL duca nero)
- 1963: D'Artagnan und die drei Musketiere (D'Artagnan contro i tre moschettieri)
- 1963: Der Henker von Venedig (Il boia di Venezia)
- 1963: Der Löwe von San Marco (Il leone di San Marco)
- 1963: Zorro mit den drei Degen (Le tre spade di Zorro)
- 1963: Zorro und die drei Musketiere (Zorro e i tre moschettieri)
- 1964: Das war Buffalo Bill (Buffalo Bill, l'eroe del Far West)
- 1964: Huasca – wie tödliche Geier (Ercole contro i figli del sole)
- 1964: Sandokan und der Leopard (Sandokan contro il leopardo di Sarawak)
- 1964: Der Sohn von Cäsar und Cleopatra (Il figlio di Cleopatra)
- 1964: Der Titan mit der eisernen Faust (IL colossi di Roma)
- 1965: Das Geheimnis der drei Dschunken
- 1965: Die letzten Tage des sündigen Rom (L'incendio di Roma)
- 1965: Ein Loch im Dollar (Un dollaro bucato)
- 1965: Raffica – Tiger der Wüste (Una raffica di piombo)
- 1965: Die Unversöhnlichen (Rebeldes en Canadá)
- 1965: Zadar-Khan, der Wüstenrebell (La magnifica sfida)
- 1966: Django – Die Geier stehen Schlange (7 Dollari sul rosso)
- 1966: El Greco
- 1966: Die Jungfrauen von Samoa (Le vergine di Samoa)
- 1966: Kriminal
- 1966: Sartana (Mille dollari sul nero)
- 1966: Warteliste zur Hölle (Anónima de asesinos)
- 1967: Fünf gegen Casablanca (Attentato ai tre grandi)
- 1967: Eine Handvoll Helden
- 1967: Ich komme vom Ende der Welt (L'avventuriero)
- 1967: Mister X
- 1968: Don Chisciotte e Sancio Panza
- 1968: Der Einsame (L'ira di Dio)
- 1968: Das Gesetz der Erbarmungslosen (Il lungo giorno del massacro)
- 1968: Hasse deinen Nächsten (Odia il prossimo tuo)
- 1968: Ich bin ein entflohener Kettensträfling (Vivo per la tua morte)
- 1968: Kommissar X – Drei blaue Panther
- 1968: I nipoti di Zorro
- 1968: Sangue chiama sangue
- 1969: Die zum Teufel gehen (La legione dei dannati)
- 1969: Zorro alla corte d’Inghilterra
- 1970: Adios, Sabata (Indio Black, sai che ti dico: Sei un gran figlio di…)
- 1970: Angeli senza paradiso
- 1970: La grande avventura di Scaramouche
- 1971: Der LÖwe von Petersburg (I leoni di Pietroburgo)
- 1971: Un omicidio perfetto a termine di legge
- 1971: Sabata kehrt zurück (È tornato Sabata… hai chiuso un'altra volta)
- 1971: Sein Schlachtfeld war das Bett (Le calde notti di Don Giovanni)
- 1972: Ben und Charlie (Amico, stammi lontano almeno un palmo)
- 1972: La calandria
- 1972: Il coltello di ghiaccio
- 1972: Gewalt – die fünfte Macht im Staat (La violenza: quinto potere)
- 1972: Justine – Lustschreie hinter Klostermauern (Justine de Sade)
- 1972: Kill!
- 1972: Quando Marta urlò nella tomba
- 1972: Das Rätsel des silbernen Halbmonds (Sette orchidee macchiate di rosso)
- 1973: Die ehrenwerte Familie (L’onorata famiglia, uccidere è cosa nostra)
- 1973: Fünf Rätsel zum Tod (Una vita lunga un giorno)
- 1973: Mädchen im Knast (Diario segreto da un carcere femminile)
- 1973: Milano rovente
- 1973: Sindbad und der Kalif von Bagdad/Der Schatz des Piraten (Simbad e il califfo di Bagdad)
- 1973: Vier Fäuste schlagen wieder zu (Carambola)
- 1973: Zorro junior (Il figlio di Zorro)
- 1976: Abrechnung in San Franzisko (Gli esecutori)
- 1976: Der schwarze Korsar (Il corsaro nero)
- 1976: Stadt in Panik (Paura in città)
- 1977: Der eiserne Präfekt (Il prefetto di ferro)
- 1977: L'inquilina del piano di sopra
- 1977: Der Mann aus Virginia (California)
- 1977: La tigre è ancora viva: Sandokan alla riscossa
- 1978: Die weiße Göttin der Kannibalen (La montagna del dio cannibale)
- 1979: Nur drei kamen durch (Contro 4 bandiere)
- 1980: Omar Mukhtar – Löwe der Wüste (Omar Mukhtar – Lion of the Desert)
- 1980: Lebendig gefressen (Mangiati vivi!)
- 1984: Claretta
- 1985: Christopher Columbus (Fernsehfilm)
- 1985: Hungrige Skorpione (Squadra selvaggia)
- 1986: Die Untersuchung (L'inchiesta)
- 1991: Bucks größtes Abenteuer (Buck ai confini del cielo)
- 1997: Nicholas – Ein Kinderherz lebt weiter (IL dono di Nicholas) (Fernsehfilm)
- 1998: Die Bibel – Jeremia (Jeremiah)
- 2002: Johannes XXIII. – Für eine Welt in Frieden (Il papa buono)